# Boudin Bakery
Boudin Bakery é uma padaria com sede em São Francisco, Califórnia, conhecida por seu pão de massa fermentada (marca registrada como "The Original San Francisco Sourdough"). A padaria é reconhecida como a "empresa mais antiga em funcionamento contínuo em São Francisco". Ela foi fundada em 1849 por Isidore Boudin, filho de uma família de mestres padeiros da Borgonha, na França, misturando o sourdough predominante entre os mineiros da Corrida do Ouro com técnicas francesas.
Steven Giraudo, um padeiro artesanal da Itália cujo primeiro emprego nos Estados Unidos foi na Boudin, comprou a padaria em 1941, mas a vendeu em 1993, depois que a Boudin se tornou a pedra angular da San Francisco Frenchbread Company. Após uma série de mudanças de propriedade, a padaria foi readquirida pelo neto de Steven Giraudo, Daniel, em 2002. Sob a liderança de Daniel, os produtos da Boudin estão disponíveis globalmente por meio da Costco, Safeway e outros varejistas de mercearia.
A padaria está localizada no Fisherman's Wharf, perto da Baía de São Francisco, e no Disney California Adventure Park, além de 30 outros cafés em toda a Califórnia. A principal padaria em São Francisco fica no Richmond District, na esquina da 10th Avenue com a Geary Boulevard. A Boudin Bakery é a anfitriã da atração "The Bakery Tour" no Disney California Adventure, onde é mostrado aos visitantes como o pão de massa fermentada é produzido. A padaria ainda usa a mesma cultura de levedura e bactérias que desenvolveu durante a Corrida do Ouro na Califórnia.
O primeiro ponto de venda fora da Califórnia foi estabelecido em 1979 no shopping Yorktown Center em Lombard, Illinois. Ela fechou em meados de 2009.

## Galeria

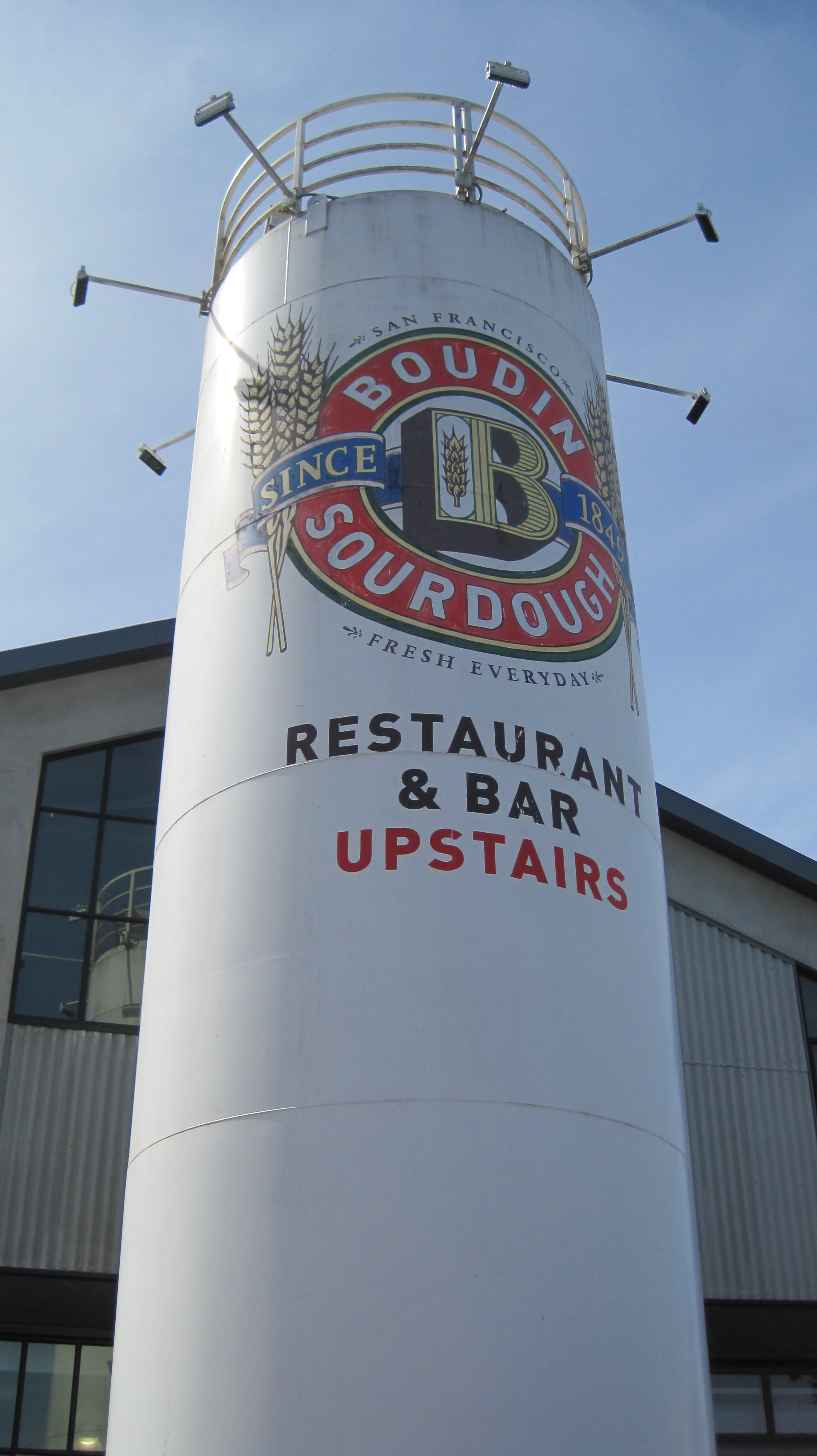
Pilha de concreto mostrando a localização da padaria em Fisherman's Wharf
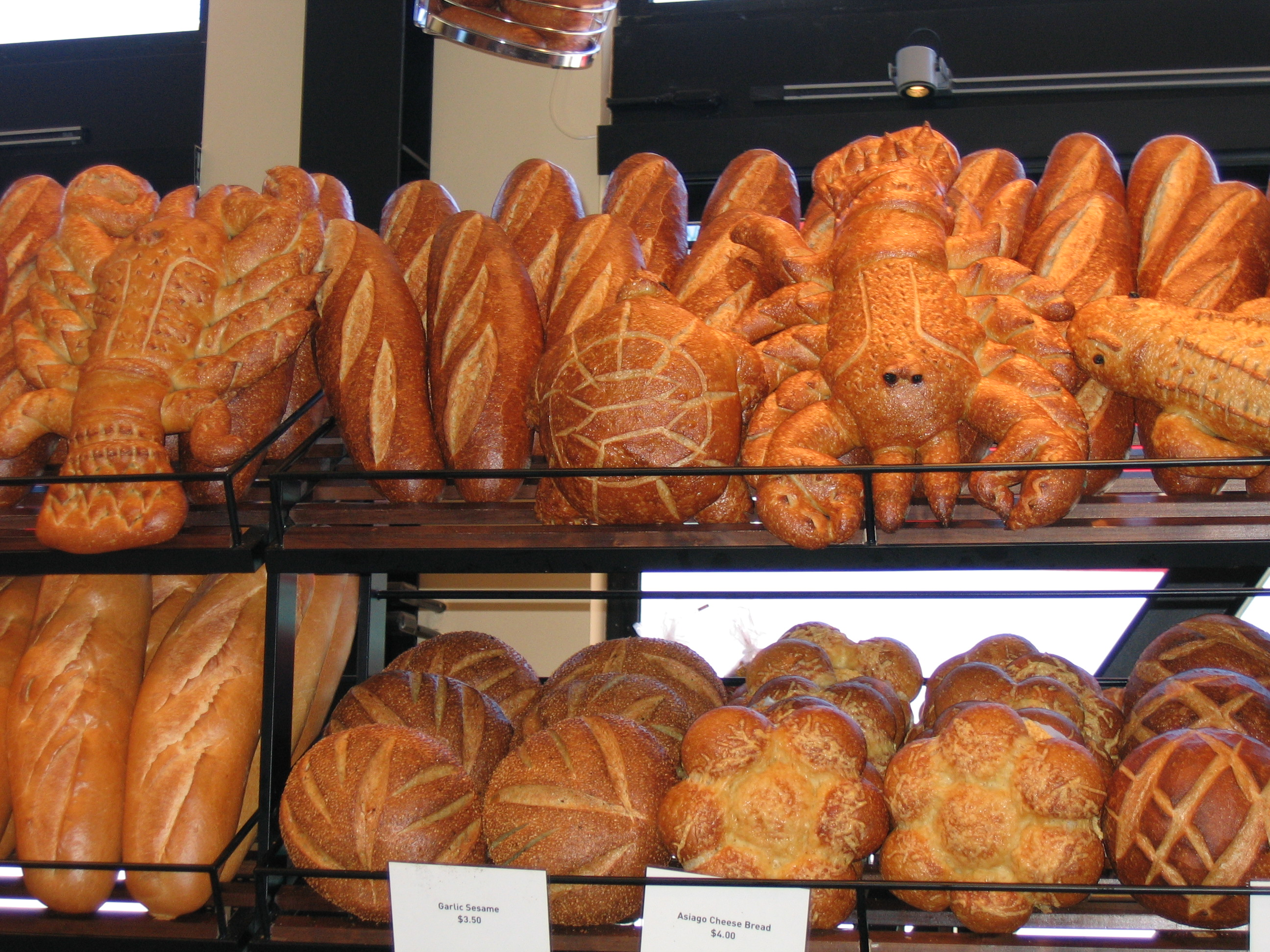
Uma prateleira de pães na padaria principal em Fisherman's Wharf
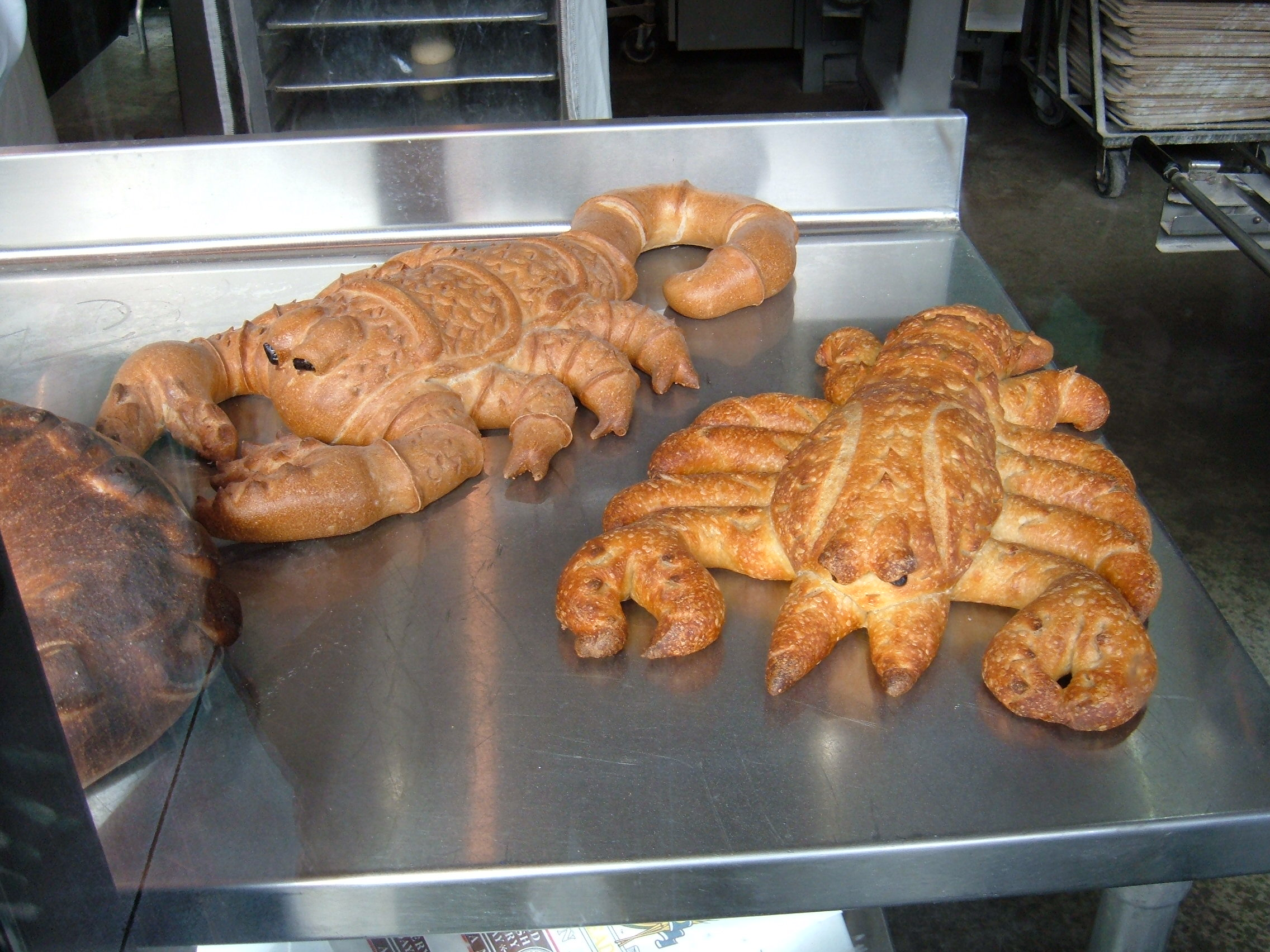
Pão assado com formato de escorpião e lagosta.
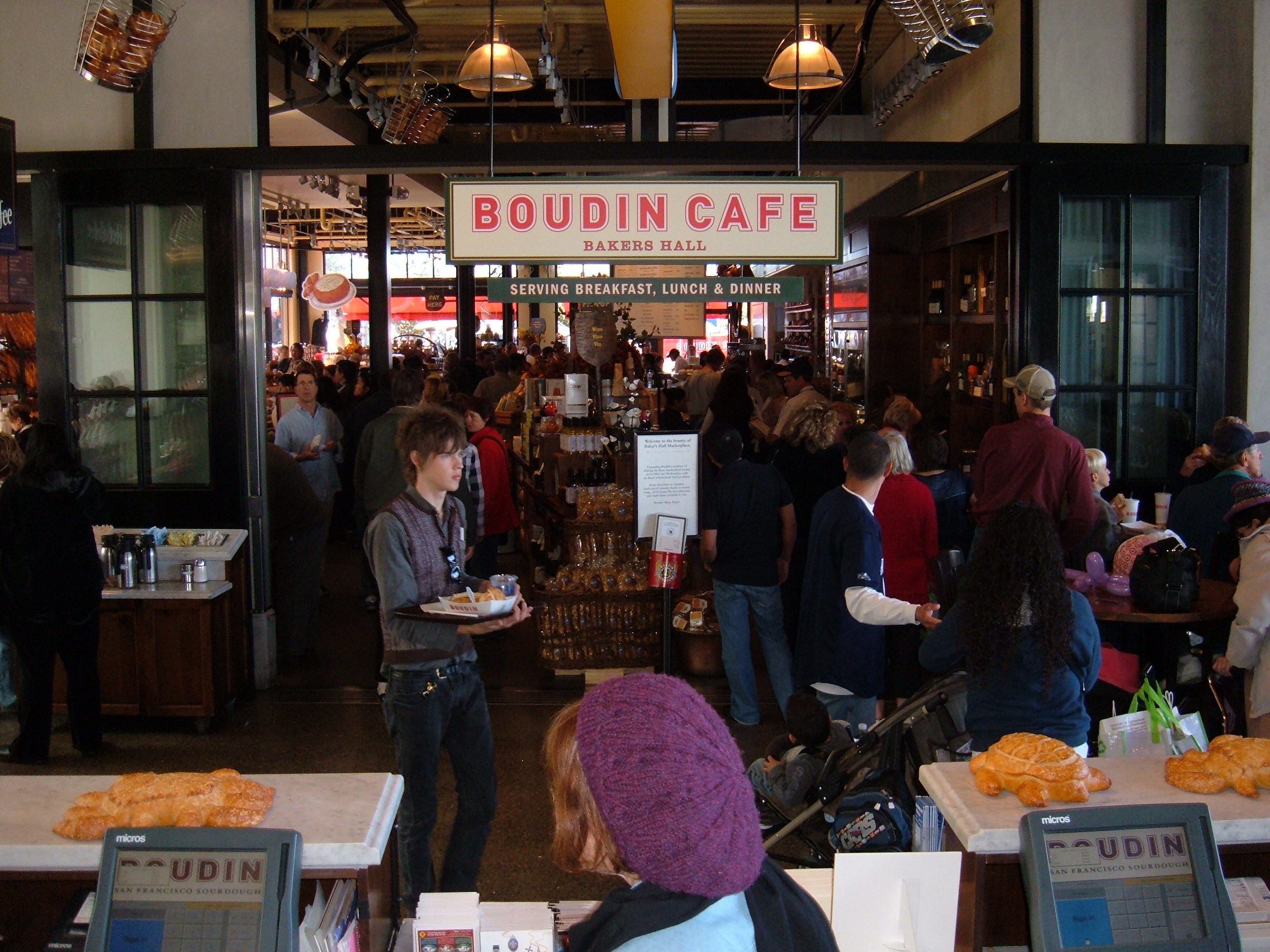
Interior da cafeteria da padaria em Fisherman's Wharf